# Pagus
Pour les articles homonymes, voir Pagus (homonymie) et pagi.
 (octobre 2007).
Si vous disposez d'ouvrages ou d'articles de référence ou si vous connaissez des sites web de qualité traitant du thème abordé ici, merci de compléter l'article en donnant les références utiles à sa vérifiabilité et en les liant à la section « Notes et références ».
Le mot latin pagus (au pluriel pagi), traduit par « pays », désigne une unité territoriale romaine inférieure à celle de la civitas, puis, à l'époque médiévale, une subdivision territoriale particulière liée à certains pouvoirs publics hérités de l'ancienne civitas.

## Histoire

### Évolution dupagus

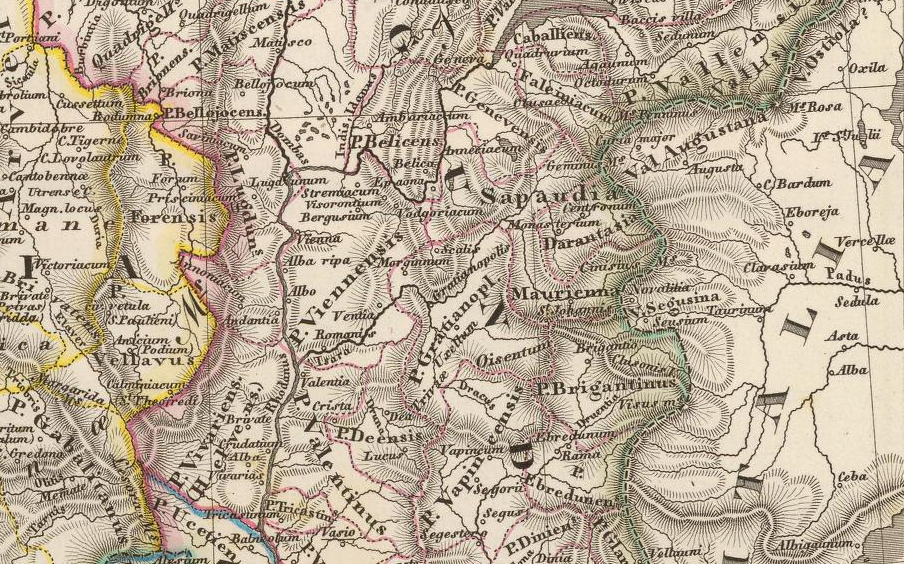
Pagi à l'époque carolingienne. (Ici: ceux de la Bourgogne entouré de rose)

À l'époque gallo-romaine, le pagus est une circonscription territoriale et juridique interne à la pertica (territoire rural de la civitas, ou « cité »), d'une taille sensiblement équivalente à celle d’un canton. Il regroupe aussi bien des habitations isolées (fermes à l'époque gauloise, villae de campagne à l'époque gallo-romaine) que groupées (chefs-lieux de cité, agglomérations artisanales ou commerçantes, et oppida). Parfois, le pagus peut aussi désigner l’agglomération secondaire du territoire de la cité qui est aussi le chef-lieu administratif du pagus territorial, c'est-à-dire que le pagus désigne aussi bien la subdivision territoriale que le chef-lieu de cette subdivision : par analogie, on pourrait dire que cela désigne le canton, et le chef-lieu du canton. 
Dans l'Antiquité tardive et au haut Moyen Âge, il s'agit d'une circonscription équivalente au Gau germanique.
À la période carolingienne, le pagus est placé sous l'autorité d'un comte. Le pagus désigne parfois une subdivision du comté. Le pouvoir territorial d'une ancienne civitas est en effet souvent démembré entre plusieurs comtes qui règnent sur différents pagi tandis que la cohérence du diocèse est, à l'inverse, maintenue sur l'ensemble de la civitas. De plus, un comte peut avoir plusieurs pagi sous son autorité (comitatus).
Le pagus peut lui-même être subdivisé en plusieurs petites subdivisions : on trouve ainsi la centana (« centaine »), la "vicaria" (« vicairie »), puis le banum (ban).

Les pagi carolingiens en « Bourgogne franque » (IXe siècle)
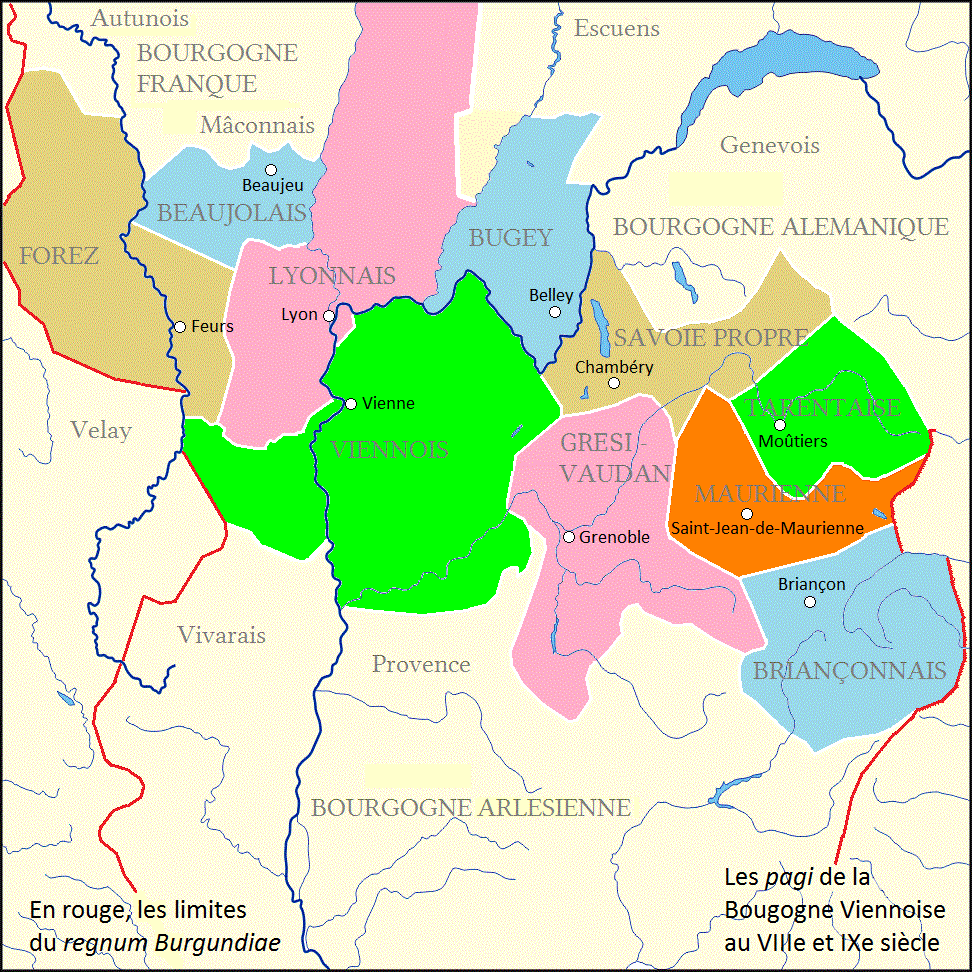
Les pagi carolingiens en « Bourgogne de Vienne » (IXe siècle)

### Les noms dérivés depagus
Le terme pagus est à l'origine du nom commun pays, son dérivé paganus « de la campagne » est à l'origine du terme païen. Cette évolution sémantique s'explique par la christianisation plus tardive des habitants des pagi ruraux par rapport aux populations urbaines. Un dérivé indirect du même étymon a donné naissance au terme paysan qui signifie originellement « du pays », le terme est quant à lui directement dérivé de pays + suffixe germanique -ing. Il va remplacer le terme villanus « celui qui travaille dans une villa », d'où le français ville à l'origine au sens d'« exploitation rurale » et vilain « celui qui l'exploite ».

### Le «petit pays»
Dans la tradition populaire et l'érudition locale des XIXe et XXe siècles, le pagus est le « petit pays » dans le sens d’un élément de la mosaïque de territoires historiques, naturels ou culturels, divisions administratives qui composent un pays. 
Pour la France, le Vendômois ou la Touraine offrent de bons exemples : le « pays » Vendômois est un pagus ou « petit pays » de la France qui est le « grand pays ».